# Horloge de station radio
Depuis le naufrage du Titanic en 1912, dans les secteurs de couleur des montres et horloges des stations radios marines, ces stations radios effectuent un silence radio obligatoire de trois minutes quatre fois par heure, ou depuis 1999 un silence radio obligatoire de trois minutes deux fois par heure, par les stations radios de navire et côtière d'Amérique d'Europe du Groenland travaillant dans les bandes du service mobile maritime comprises entre 1 605 kHz et 3 800 kHz. 

La référence de l'heure est le temps universel coordonné (en écoutant les tops sur les fréquences: 2,5 MHz ; 5 MHz ; 10 MHz ; 15 MHz et 20 MHz).

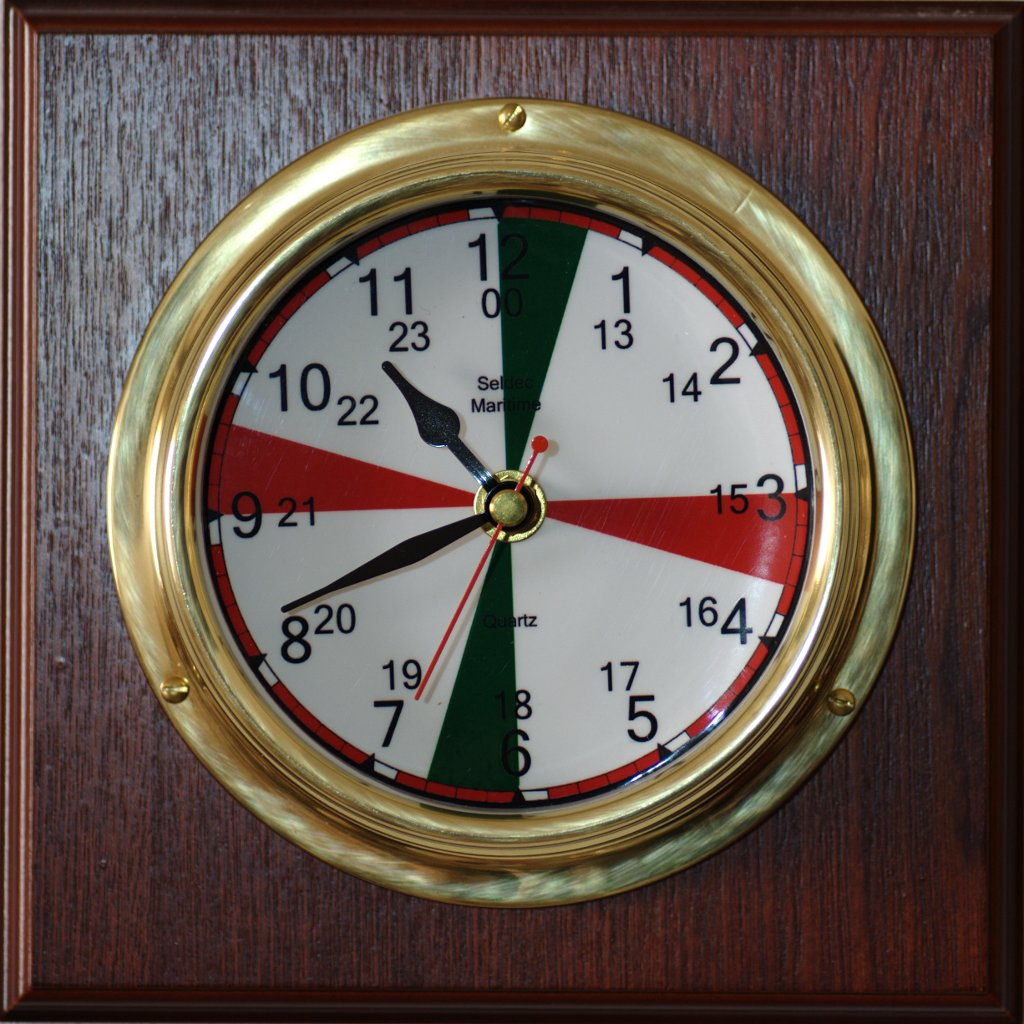
Périodes de silence radio de 3 minutes en temps universel coordonné.

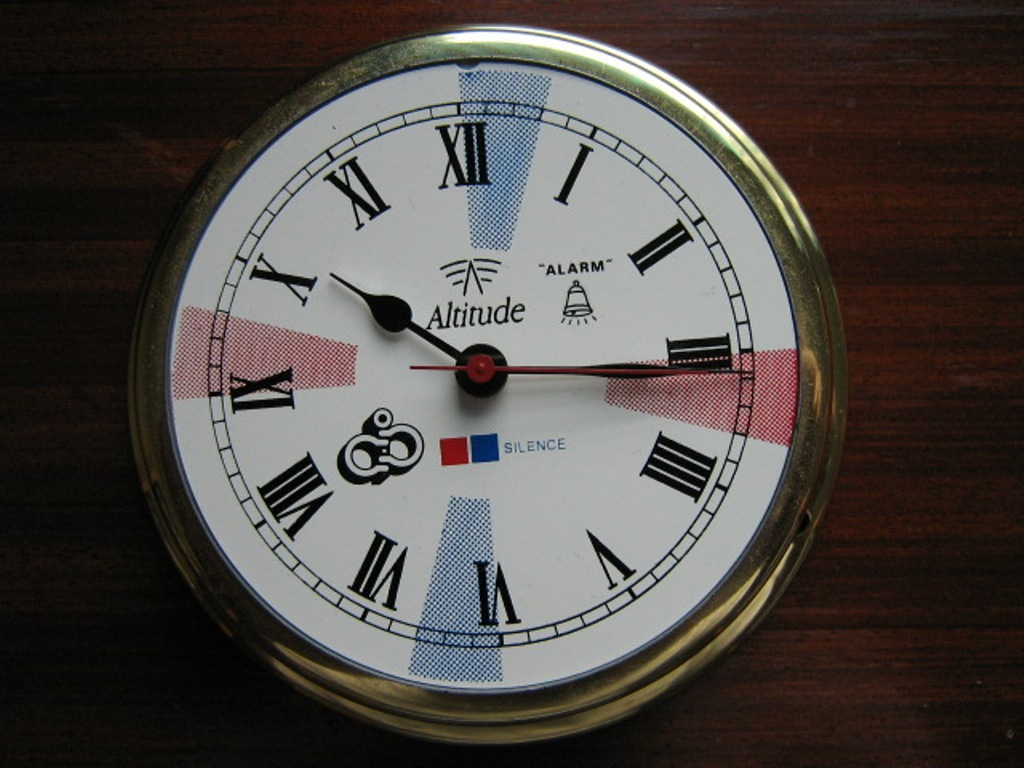
Périodes de silence radio de 3 minutes en temps universel coordonné.

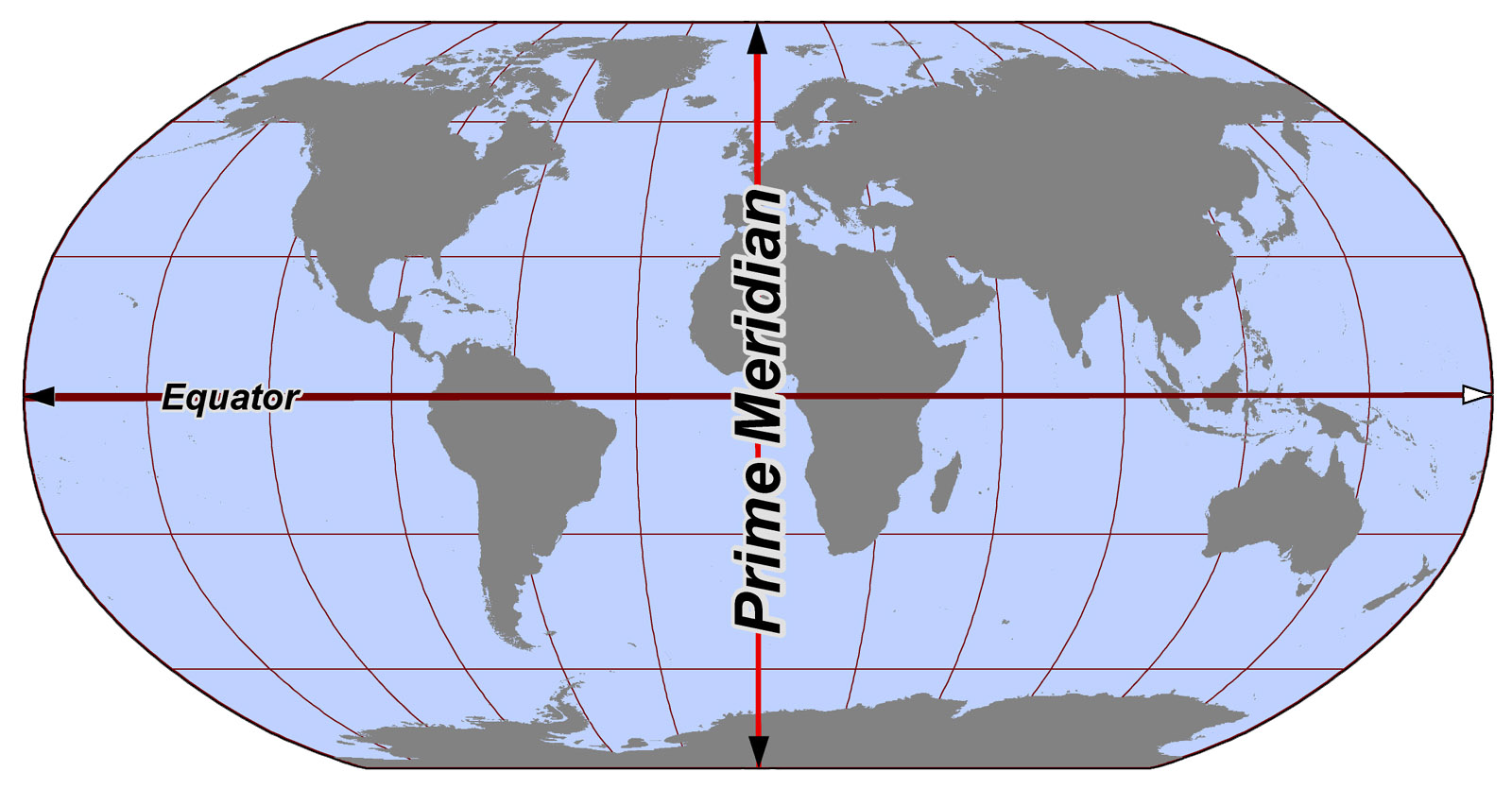
Sur cette carte, la ligne rouge verticale représente le méridien de Greenwich

## Historique
- En 1912 : la conférence internationale radiotélégraphique de Londres, créée la veille radiotélégraphique obligatoire sur 500 kHz, du code Q, du partage des bandes radios[1].
- En 1932 : la Convention internationale des télécommunications de Madrid établit la fréquence internationale de détresse en radiotéléphonie sur 1 650 kc/s (longueur d'onde de 182 mètres)[2].
- En 1947 : la conférence d'Atlantic City déplace la fréquence 1 650 kc/s 1 650 kHz pour 2 182 kHz, désignée aussi par sa longueur d'onde de 137,5 mètres, et du message de détresse  en radiotéléphonie[3].
- Depuis 1972 : Les montres marquent le Temps universel coordonné (UTC) est une référence dans le monde, est le Temps au méridien de Greenwich; (méridien d'origine des longitudes). (L'heure solaire du temps moyen de Greenwich en anglais Greenwich Mean Time, abrégé en GMT Traversant l’observatoire royal de Greenwich, près de Londres en Angleterre est remplacé par le Temps universel coordonné UTC ).
- En 1999 : en France arrêt de la veille radiotélégraphique sur 500 kHz et sur la fréquence 8 364 kHz [4].
- Le 1er février 1999 : mise en place dans le monde du SMDSM 1999 et en zone A2 de l'appel sélectif numérique sur la fréquence 2 187,5 kHz.
- Depuis 1999 une flotte de navire en liaisons radiotélégraphiques n’a plus d’interconnexion possible avec les stations SMDSM 1999 [5].
- Le 1er février 2005 : arrêt de la veille obligatoire  en radiotéléphonie sur 2182 kHz en zone A2 pour les navires français SMDSM équipés de la veille automatique en appel sélectif numérique sur la fréquence 2 187,5 kHz.

## Silence radio obligatoire

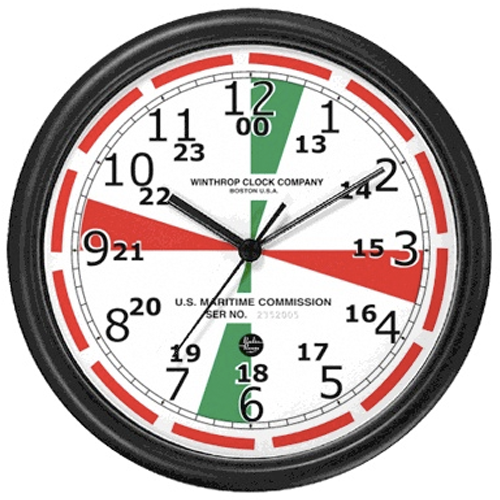
Périodes de silence radio de 3 minutes en temps universel coordonné.

Dans les secteurs de couleur rouge des montres radio-marine, les stations radiotélégraphiques effectuaient un silence radio obligatoire de trois minutes avec l'heure en temps universel coordonné, cette disposition ne s'applique pas aux stations en détresse.
Les quatre périodes de silence radio du temps universel coordonné. Ces périodes sont réservées à l’envoi des messages de détresse, pour les stations ayant du mal à « passer » pendant le trafic radio normal.

## Secteur de couleur vert ou bleu
Dans les secteurs de couleur vert ou bleu les stations radios effectuent un silence radio obligatoire de H + 00 à 03 et de H + 30 à 33  dans la bande 2 173,5 kHz – 2 190,5 kHz et particulièrement sur les fréquences : 
- 2 174,5 kHz fréquence internationale en radiotélex (maritime).
- 2 182 kHz fréquence de détresse, d’appel d'urgence, d’appel de sécurité, d’appel de routine en radiotéléphonie en USB de la bande 1,605 MHz à 4 MHz.
- 2 187,5 kHz fréquence internationale d’appel sélectif numérique avec MMSI. (Puis émettre sur 2 182 kHz).

- L’appel de routine, de sécurité, d’urgence est autorisé aux heures de H + 03 à 29 et de H + 33 à 59 avec un dégagement sur une fréquence de travail.

Cette disposition ne s'applique pas aux stations en détresse. Les radiocommunications pour la détresse sont libres sur les fréquences 2 174,5 kHz, 2 182 kHz et 2 187,5 kHz.

## Secteur de couleur rouge
Dans les secteurs de couleur rouge les stations radiotélégraphiques effectuent un silence radio obligatoire de h + 15 à h + 18 et de h + 45 à h + 48 sur la fréquence 500 kHz.
Les radiocommunications doivent cesser dans la bande comprise entre 495 kHz à 505 kHz durant la période de silence radio.
Dans quelques pays appliquant toujours l'ancienne recommandation, les émissions doivent cesser dans une bande comprise entre 490 kHz à 510 kHz durant la période de silence radio.
L’appel de routine, de sécurité et d’urgence est autorisé aux heures de h + 18 à h + 44 et de h + 48 à h + 14 avec un dégagement sur une fréquence de travail.
Cette disposition ne s'applique pas aux stations en détresse.
Toutes les stations des paquebots avec plus de 50 passagers et équipages sur des trajets internationaux, et les navires de charges supérieures à 500 tonneaux effectuant des voyages internationaux et toutes les stations côtières marines devaient cesser les radiotélégrammes, puis aller en écoute obligatoire sur la fréquence de 500 kHz , afin de repérer un éventuel signal de détresse arrivant même très faible, non perçu durant le reste du temps utilisé pour les appels divers avec un dégagement sur une autre fréquence : appel général de routine (CQ), appel individuel de routine, appel d'urgence (XXX) et appel de sécurité (TTT).
Le système radiotélégraphique de détresse en mer était international jusqu'en février 1999.
À ce jour, il est toujours en fonctionnement sur les côtes de l'Afrique, de l'Asie. Le système radiotélégraphique de détresse en mer est toujours en fonctionnement depuis les stations des navires et des aéronefs de ces pays: Algérie, Arabie saoudite, Azerbaïdjan, Bahreïn, Biélorussie, Chine, Comores, Djibouti, Égypte, Émirats arabes unis, Russie, Irak, Jordanie, Kazakhstan, Koweït, Liban, Libye, Mauritanie, Oman, Ouzbékistan, Qatar, Syrie, Kirghizistan, Somalie, Soudan, Tunisie, Yémen.